# Anthony Mandler

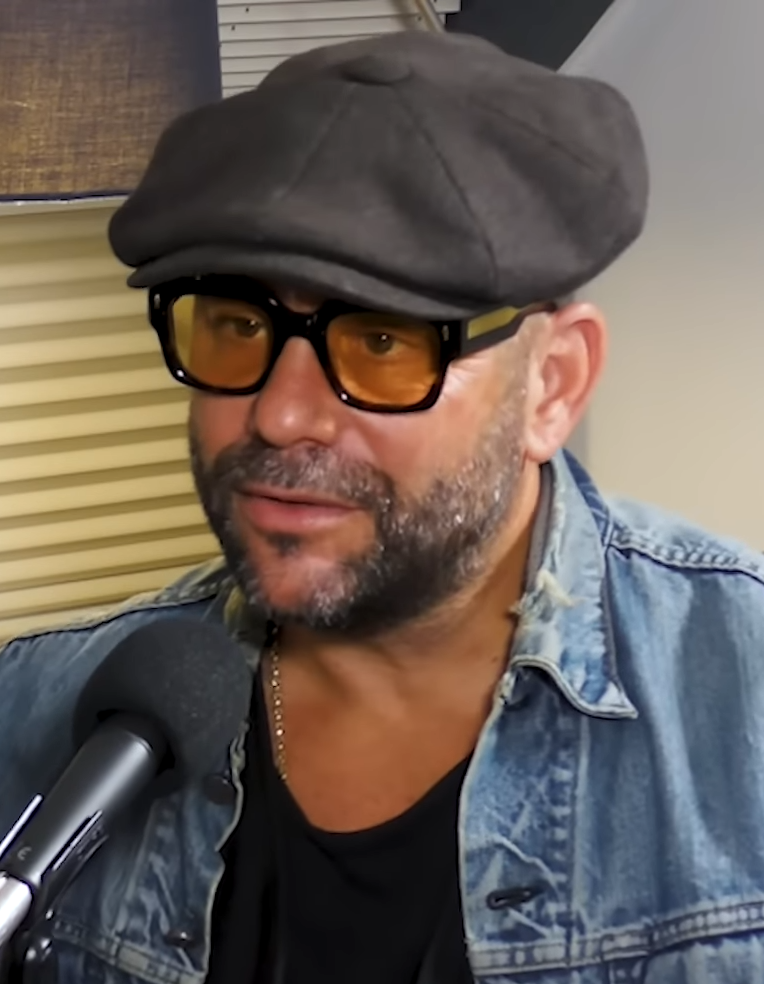
Anthony Mandler 2022.

Anthony Mandler é um diretor de videoclipes estadunidense. Ele também dirige filmes - seu trabalho atual é em Allegra - e episódios, como Snoop It Like Beckham, o terceiro da série Snoop Dogg's Father Hood. É um frequente colaborador de Rihanna, tendo produzido maior parte dos seus vídeos musicais.

## Créditos de vídeos musicais
2000
- Eightball & MJG - Pimp Hard
- 4th Avenue Jones - Respect

2001
- Black Eyed Peas - Get Original
- Laura Dawn - I Would

2005
- Snoop Dogg - Ups & Downs/Bang Out
- M.I.A. - Bucky Done Gun
- Common - Testify
- Kem - Find Your Way
- 50 Cent - Hustler's Ambition
- Sean Paul - Ever Blazin'
- Eminem - When I'm Gone
- DPGC - Real Soon

2006
- Nelly Furtado - Maneater
- Rihanna - Unfaithful (canção)
- Ne-Yo - Sexy Love
- The Killers - When You Were Young
- Rihanna - We Ride
- Beyoncé - Irreplaceable
- Jay-Z - Lost One
- Omarion - 'Ice Box

2007
- Duran Duran - Falling Down
- Beyoncé - Get Me Bodied
- Snoop Dogg - Boss' Life
- Fergie - Big Girls Don't Cry
- Rihanna - Shut Up and Drive
- Enrique Iglesias - Somebody's Me
- Rihanna - Hate That I Love You (com Ne-Yo)
- Spice Girls - Headlines (Friendship Never Ends)

2008
- OneRepublic - Stop and Stare
- Rihanna - Take a Bow
- OneRepublic - Say (All I Need)
- Maroon 5 - If I Never See Your Face Again (com Rihanna)
- R. Kelly - Skin
- Rihanna - Disturbia
- T.I. - Live Your Life (com Rihanna)
- Rihanna - Rehab

2009
- John Legend - Everybody Knows
- Utada - Come Back to Me
- Robin Thicke - Dreamworld
- Daniel Merriweather - Red
- The Killers - A Dustland Fairytale
- Melanie Fiona - Give It to Me Right
- Eminem - Beautiful
- Jay-Z - D.O.A. (Death of Auto-Tune)
- Daniel Merriweather - Impossible
- Maxwell - Bad Habits
- Jay-Z - Run This Town (com Rihanna e Kanye West)
- Mary J. Blige - The One (com Drake)
- Mary J. Blige - Stronger
- Ryan Leslie - You're Not My Girl
- Amerie - Heard 'Em All
- John Mayer - Who Says
- Rihanna - Wait Your Turn
- Rihanna - Russian Roulette
- Rihanna - "Wait Your Turn"
- Jay-Z feat. Mr Hudson - "Young Forever"

### 2010
- John Mayer - "Heartbreak Warfare"
- Nikki & Rich - "Next Best Thing" & "Same Kind of Man"
- Usher feat. Will.i.am - "OMG"
- Drake - "Over"
- Rihanna - "Te Amo"
- Drake - "Find Your Love"
- Muse - "Neutron Star Collision (Love Is Forever)"
- Christina Aguilera - "You Lost Me"
- Trey Songz - "Can't Be Friends"
- Rihanna - "Only Girl (In the World)"

### 2011
- Romeo Santos feat. Usher - "Promise"
- Jennifer Hudson - "Where You At"
- Rihanna - "California King Bed"
- Rihanna - "Man Down"
- Tyler, The Creator feat. Frank Ocean - "She" (co-produtor)[3]

### 2012
- Nicki Minaj - "Starships"
- Shakira - "Addicted to You"
- Cheryl - "Call My Name"
- fun. - "Some Nights"
- Lana Del Rey - "National Anthem"
- Cheryl - "Under the Sun"
- Shakira - "Dare(La La La)"
- Justin Bieber feat. Big Sean - "As Long as You Love Me"
- Muse – "Madness"
- Lana Del Rey - "Ride"
- Rihanna - "Diamonds"
- Taylor Swift - "I Knew You Were Trouble"

### 2013
- Taylor Swift - "22"
- Selena Gomez - "Come & Get It"
- The Weeknd - "Belong To The World"
- Lana Del Rey - Tropico

### 2014
- Jennifer Lopez - First Love